# Peter Suber
Peter Suber (né le 8 novembre 1951) est un professeur de philosophie américain qui en 1982 a inventé le jeu Nomic. Son objectif était d'illustrer sa thèse sur le paradoxe de l'auto-amendement.
Suber est l'un des représentants du mouvement Libre accès, qui veut libérer l'accès en ligne, notamment aux articles scientifiques.
En 2016, Open Edition a traduit et publié en français son manuel sur l'open access sous le titre : Qu'est-ce que l'accès ouvert?. Cet ouvrage est accessible librement en ligne.

## Œuvres
- Self-reference : reflections on reflexivity, Martinus Nijhoff, Dordrecht, 1987
- The paradox of self-amendment : a study of logic, law, omnipotence, and change, P. Lang, New-York, 1990
- Open access, The MIT Press, Cambridge, London, 2012
- Qu'est-ce que l'accès ouvert?, Open Edition Press, 2016[2]
- Knowledge unbound : selected writings on open access, 2002-2011, The MIT Press, Cambridge, London, 2016